# Stevie Young
Stevie Young (Glasgow, Escocia, 11 de diciembre de 1956) es un músico británico conocido por ser miembro de la banda AC/DC hijo de Steven Young y sobrino de Angus Young y Malcolm Young de AC/DC y de los también músicos George Young y Alex Young. Su instrumento es la guitarra rítmica. 
Su carrera musical empezó a finales de los 70 con las bandas 'The Stabbers', 'Prowler' y 'Tantrum', formadas en la ciudad de Hawick al sur de Escocia. En 1980 fundó 'Starfighters', su banda más conocida, la cual adquirió cierta notoriedad a los pocos meses de su formación debido a que fueron escogidos por AC/DC para telonear su gira británica de presentación de Back In Black en octubre/noviembre de 1980. Acto seguido, 'Starfigthers' firmaron un contrato con la compañía Jive Records, con la cual grabarían 2 LP de estilo Hard Rock y producidos por Tony Platt. 
Sin embargo, la banda no consiguió la repercusión esperada y se disolvió en 1983, aunque regresaron fugazmente a escena 4 años después con resultados igualmente desfavorables. 
No obstante, en 1988 Stevie volvió al primer plano de la actualidad al sustituir a su tío Malcolm en la gira norteamericana Blow Up Your Video de AC/DC, debido a que éste decidió abandonar temporalmente la actividad en vivo para solucionar sus problemas con el alcohol. Así pues, Stevie actuó con AC/DC durante todo el tour americano de la banda desde el 3 de mayo hasta el 13 de noviembre de 1988. Muchos fanes ni siquiera notaron la ausencia de Malcolm debido al gran parecido físico entre ambos.
Tras su periplo temporal con AC/DC, Stevie Young formó 'Little Big Horn', cuya primera maqueta fue producida por el propio Malcolm, pero este nuevo proyecto se vio frustrado al no conseguir un contrato discográfico, aunque antes de ello tuvieron la oportunidad de grabar una actuación para el famoso programa Friday Rock Show de Tommy Vance en la BBC Radio 1.
Más tarde Stevie creó 'Uprising' y tras la disolución de esta banda formó parte de otros grupos como 'Hellsarockin' y el trío de blues 'Blue Murda', hasta que en mayo de 2014 volvió a reunirse con AC/DC para participar en la grabación de su nuevo disco de estudio, nuevamente en sustitución de su tío Malcolm, quien tuvo que ausentarse de dicha grabación por motivos de salud. Debido a que Malcolm ya no podría volver a tocar, esta vez la sustitución fue permanente y de este modo Stevie se convirtió en miembro fijo de AC/DC y actuó con ellos en toda la gira mundial 2015-2016.

## Discografía
- 1981 - Starfighters
- 1983 - In-Flight Movie
- 2014 - Rock or Bust
- 2020 - PWR/UP